# Delray Beach
Delray Beach è un comune degli Stati Uniti d'America, nella contea di Palm Beach, nello stato della Florida. Conta circa 65 000 abitanti.

## Geografia fisica
Delray Beach è localizzata a nord di Boca Raton ed a sud di Boynton Beach. Secondo lo United States Census Bureau, la città ha un'area complessiva di 41,2 km², dei quali 39,8 sono di terra e 1,4 di acque interne (3,34%).

## Attrazioni
- American Orchid Society Visitors Center and Botanical Garden, orto botanico sede dell'American Orchid Society
- Delray Beach International Tennis Championships, torneo di tennis professionistico maschile che si disputa dal 1993, attualmente ATP 250.